# Columnea rubricaulis
Columnea rubricaulis là một loài thực vật có hoa trong họ Tai voi. Loài này được Standl. mô tả khoa học đầu tiên năm 1938.